# El Vicio del Duende
El Vicio del Duende es un grupo de rock español, originario de la ciudad de Zaragoza, formado a mediados de 2004. Sus componentes son Ismael Castañosa (guitarra y voz), Daniel Valer (bajo), Daniel San Emeterio (guitarra solista) y Nacho Berdejo (batería). En el año 2006 quedó ganador en el Festival Popyrock, en la modalidad de rock.

## Estilo
Su estilo de música se encuadra dentro del rock urbano y el pop, influenciado por grupos como La Fuga, Marea, Despistaos o Transfer.

## Álbumes
2005
- "Vasos vacíos"[10]

1. El vicio del duende
2. Cantando cuentos
3. Con disfraz
4. Hoy se ha ido
5. La herida
6. Congelado
7. Tirado en mi cuarto
8. La luna duerme sola
2007
- "Mil y un desvelos"[10]

1. Tus cartas
2. En el fondo de un sueño
3. Tu mirada
4. Su error
5. Sol nublao
6. Sin perder nada
7. La luna duerme sola
8. Otro martes
9. Cantando cuentos
10. La calle de siempre
11. Vivo despacio
2009
- "Humo"[13][14][15]

1. Sigo
2. Lo que queda
3. A contrarreloj
4. Y tú, vacío...
5. Batallas perdidas
6. Quisiera
7. Mi verdad
8. Suspiro a suspiro
9. Sentado con mi sombra
10. Por fin...
11. Y nos dieron las diez
2013
- "Alarmas"

1. Alarmas
2. Números
3. Lucero
4. Lejos
5. Desde el pozo
6. La tendencia al desgaste
7. Dos mil traiciones
8. Tras mi dosis
9. Fantasmas
10. De cartón
11. Que no se apaguen las miradas
12. No hay salida
2018
- "Hoy"[16]

1. 1000 Días
2. Desnudo, a Solas
3. Héroes
4. El punto más cerca
5. La Ciudad del Viento
6. Mi enemigo
7. Aficiones obligadas
8. Porque me dures siempre
9. La hora de la Bestia
10. Mientras duermes
11. Del humo